# Carronada

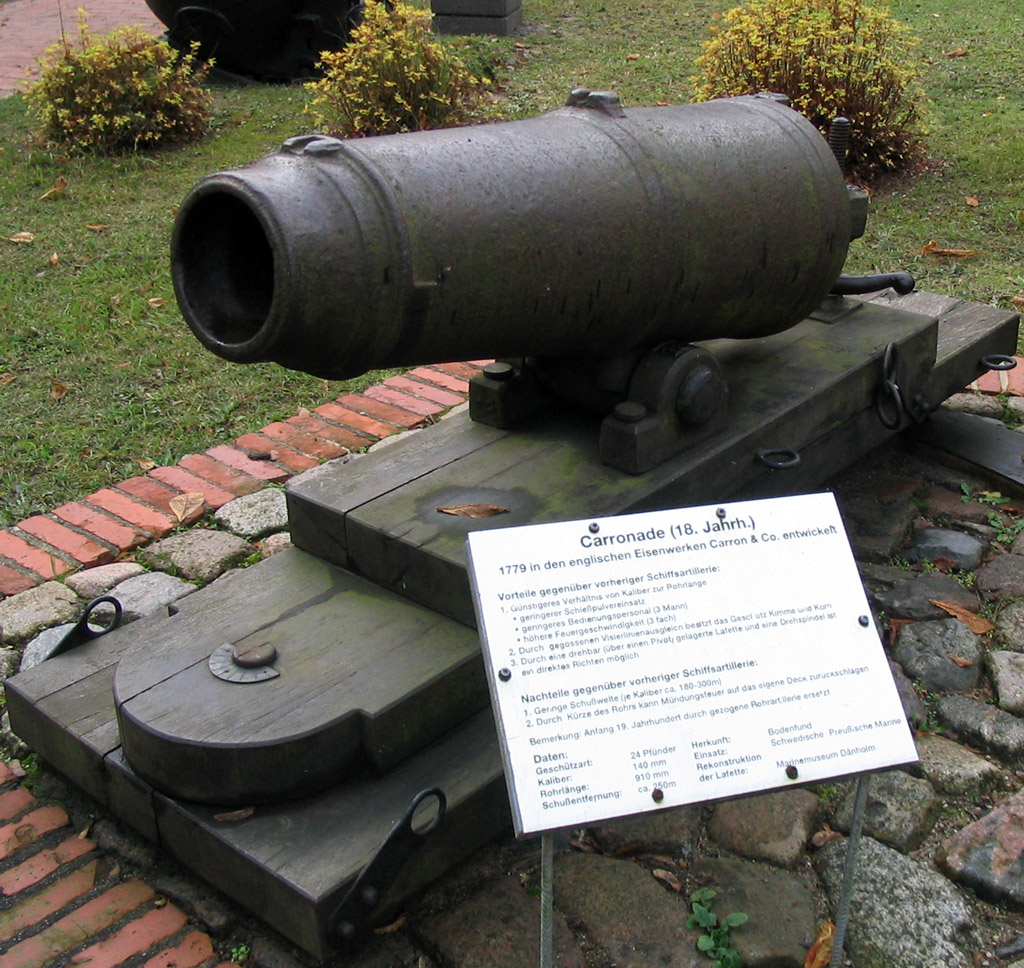
La carronada era una arma molt efectiva a curta distància i causava greus destrosses a l'obra morta dels vaixells

La carronada era una peça curta d'artilleria naval, dissenyada inicialment per a les forces terrestres el 1774 pel general Robert Melville i perfeccionada més tard per la Carron Company.
La seva adaptació a la marina, on realment es va fer servir més, va ser realitzada per Sir Charles Gascoigne el 1779. La seva principal característica diferenciadora era que estava muntada sobre una plataforma la qual es desplaçava amb el retrocés. Encara que els primers prototips van seguir el sistema tradicional muntats sobre una plataforma fixa.
Amb un llarg de calibre d'entre 5,4 i 7,8 eren molt més curtes que les peces normals d'artilleria naval però de major calibre i potència; els projectils de les carronades eren preferentment bales buides, bales per trencar l'eixàrcia i metralla. La seva situació sobre de la plataforma mòbil donava més facilitat als artillers en la seva manipulació, i més seguretat. El seu principal desavantatge era que tenia menys abast que els altres tipus de canons marins.